# Kravatt

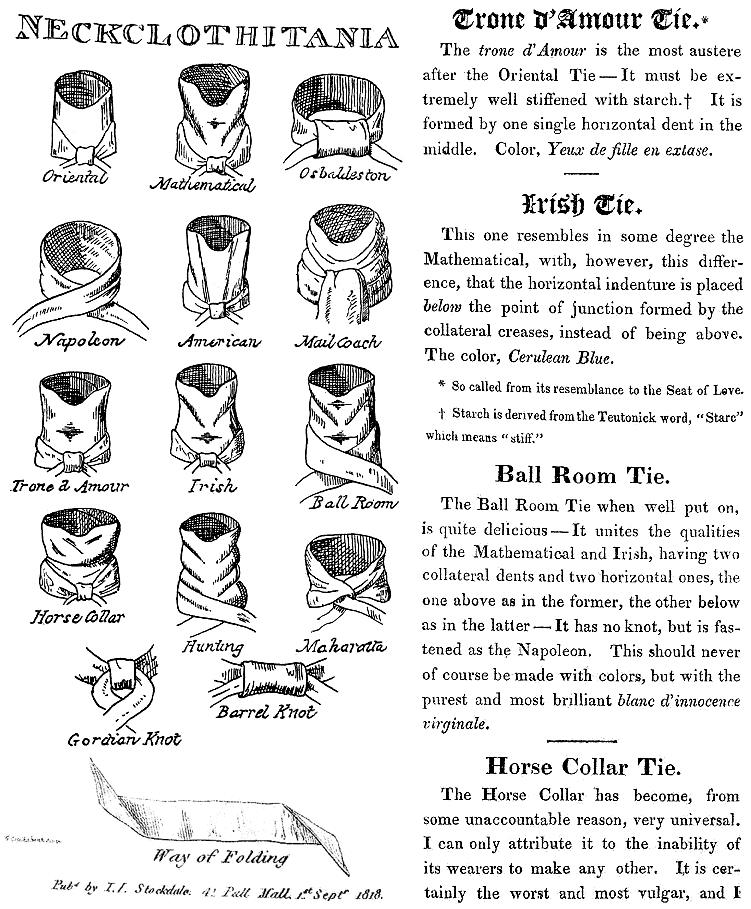
Olika kravatter i en instruktionsbok från 1800-talet.

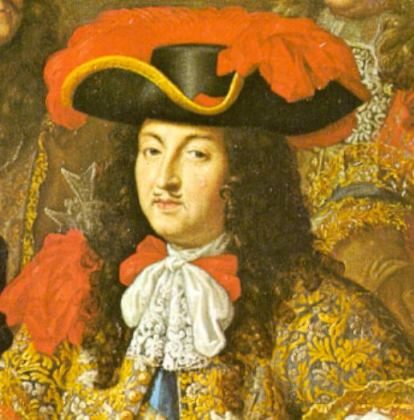
Franske kung Ludvig XIV i tidig kravatt 1667.

En kravatt är en manshalsduk. Ordet används också för andra accessoarer, bland annat slipsar och långa halsdukar, och även för motsvarande plagg för kvinnor. Ordet kravatt kommer från franskan och är bildat från nationalitetsbeteckningen kroat. Kroaterna anses vara de som introducerade kravatten, och ursprungligen syftade ordet på 'kroatisk ryttarhalsduk'. Det kroatiska ordet för slips är kravata.
Kravatten föddes under trettioåriga kriget på 1600-talet i nuvarande Tyskland. Det kroatiska rytteriet brukade nämligen binda ihop kragen med ett band. Vad dessa "krabater" introducerade uppfattades som très chic, "mycket fint", av fransmännen, och kravatten var född. (Krigsmodet har ofta även senare påverkat det civila, till exempel trenchcoaten under första världskriget.)
Kravatten växte sig allt yvigare under 1700-talet och början av 1800-talet inom överklassen – den var bland annat ett tecken på att man inte behövde arbeta för sin försörjning.
Kravattmodet gav även upphov till de närbesläktade plaggen fluga, plastrong och slips, som med tiden blev populärare än den ursprungliga kravatten. 
Academia Cravatica har utlyst den 18 oktober som den internationella slipsdagen och verkar för att allt fler länder runt om i världen ska uppmärksamma klädplagget.